# Рубин, Арон Ильич
Аро́н Ильи́ч Ру́бин (11 января 1888, Двинск, Витебская губерния — 6 января 1961, Москва) — советский философ, переводчик и литературовед, кандидат философских наук.

## Биография
В 1911 году окончил юридический факультет Санкт-Петербургского университета. Более десятилетия вёл курс философии в Московском университете, однако был уволен оттуда после ареста брата. В последующие годы (в течение примерно двадцати лет) зарабатывал на жизнь переводами художественных и философских произведений (А. И. Рубин знал 15 языков).
Рубин был автором целого ряда статей, посвящённых философским проблемам, русским писателям и поэтам. Большей частью они не были опубликованы при жизни автора. Статья «Кант и Маркс» была вывезена из Москвы профессором Хайфского университета А. Ясуром в 1960 году, переведена им на иврит и опубликована в журнале «Ба-шаар» в 1971 году (№ 7) под псевдонимом Ахарон Бен-Элияху. Сборник «А. И. Рубин. Статьи о русских поэтах. Из философского дневника» (вышел в 1985 году, подготовлен к печати наследниками — Марией и Инессой Рубиными). «Философский дневник» и русский оригинал статьи «Кант и Маркс» впервые изданы в Израиле в 1988 году.

## Семья
- Родители — Эля (Эльяш) Ицикович Рубин (1852—?) и Этля (Этель) Гиршевна Рубина (1854—?), жили в собственном доме на углу Петербургской и Московской улиц, № 21б—12/1 (дом Рубина).
- Брат — экономист Исаак Ильич Рубин.
- Жена — Софья Сауловна Бахмутская.
  - Сын — востоковед-синолог Виталий Рубин.

## Сочинения
- Поэт вечного воспоминания // Северные записки.1914. Октябрь-ноябрь
- О логическом учении Аристотеля // Вопросы философии. 1955. № 2.

## Переводы
- Гук Роберт. Общая схема или идея настоящего состояния естественной философии // Научное наследство. Том 1. Под редакцией акад. С. И. Вавилова. М.-Л., АН СССР. 1948. С. 687—767.
- Дж. Бруно. О бесконечности, вселенной и мирах // Бруно Дж. Диалоги. М., 1949.
- [Польские мыслители] // Избр. произв. прогрессивных польских мыслителей. Т. 1 — 3. М., 1956-58.
- Х. Уарте. Исследование способностей к наукам. М., 1960.
- Маймонид. Главы из «Путеводителя колеблющихся» // Григоряна С. Н. Из истории философии Ср. Азии и Ирана II—XII вв. М., 1960.
- Ибн Рушд (Аверроэс). Опровержение опровержения [совм. с А. В. Сагадаевым] // Избр. произв. мыслителей стран Ближнего и Ср. Востока X—XIV вв. — М., 1961.